# XO-2 N b
XO-2 Nb est une planète, la seule connue en orbite autour de XO-2 N, l'étoile la moins brillante et la plus au nord du système binaire XO-2 situé dans la constellation du Lynx. Elle a été détectée par la méthode des transits. Comme souvent pour les objets détectés par transit, c'est une exoplanète de type Jupiter chaud.
Elle orbite dix fois plus près de son étoile (moins de 0,04 ua) que ne le fait Mercure autour du Soleil, et met moins de trois jours pour effectuer sa révolution (Mercure fait la sienne en 88 jours). Alors que sa taille est comparable à celle de Jupiter, sa masse est environ moitié moindre.
Du potassium et du sodium ont été détectés dans son atmosphère.